# Ully Arndt

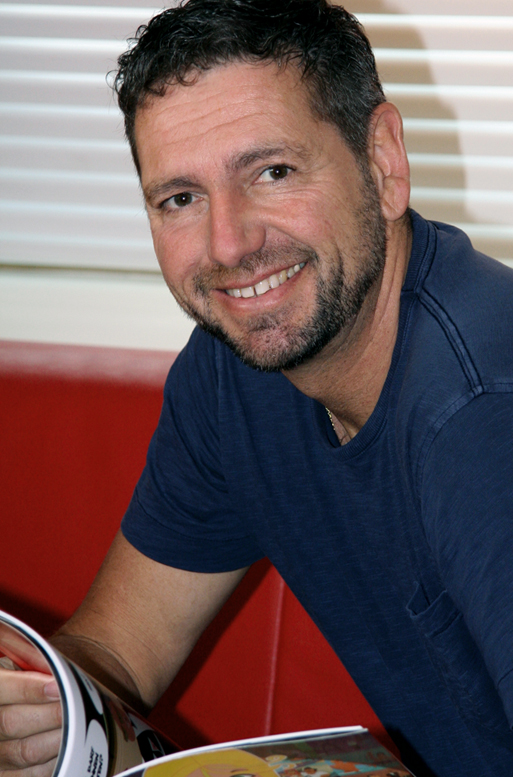
Ully Arndt (2012)

Ully Arndt (* 18. Mai 1961 in Hamburg) ist ein deutscher Comiczeichner und Illustrator.

## Leben
Beeinflusst hat ihn das deutsche Comic-Magazin Zack, insbesondere die Arbeiten von Hermann Huppen. Im Alter von 16 Jahren arbeitete er regelmäßig als Redaktionsassistent und Zeichner für das deutsche Satire-Magazin MAD. Während seines Studiums an der Fachhochschule Hamburg, Fachbereich Gestaltung, arbeitete er außerdem auch für das Magazin stern, das Hamburger Szene-Magazin Tango und für verschiedene Werbeagenturen. In dieser Zeit schuf er zusammen mit dem Autor Gunter Baars die erste deutsche Comic-Serie über einen jungen Computer-Nerd Kosinus.
Nach seinem Abschluss 1985 als Diplom-Designer war er ein Jahr lang bei der Werbeagentur Economia als Illustrator angestellt, bis er sich mit der Zeichnung für die Comic-Serie Ottifanten selbständig machte.
Arndt gewann 1991 zusammen mit der Werbeagentur Lintas den Pitch um die Kommunikation der Umstellung von vier- auf fünfstellige Postleitzahlen. Arndt kreierte das Maskottchen dazu, die gelbe Comic-Hand Rolf.
Ully Arndt lebt und arbeitet in Hamburg-Altona. In seinem Studio arbeiten und arbeiteten bekannte deutsche Zeichner wie Isabel Kreitz, Wittek, Calle Claus und Olli Ferreira.

## Werke
- Ottifanten, werden in seinem Studio gezeichnet
- Kosinus (1980er-Jahre), Comic Strip in Happy Computer
- Cool Flame – The Game (2004), Internetspiel zum Launch des BMW 1er, werden in seinem Studio gezeichnet
- Lilly (2007), Comic Strip in  der Bild

 Bücher 
- Knutchens Abenteuer.  Rowohlt, Reinbek bei Hamburg 1987, ISBN 3-499-20461-4.
- mit Gunter Baars: Computer-Kid Kosinus. Ich dich auch. Eichborn, Frankfurt am Main 1988, ISBN 3-8218-1872-7.
- mit Gunter Baars: Das Buch der Ottifanten. Rasch und Röhring, Hamburg 1988, ISBN 3-89136-214-5.
- mit Gunter Baars: Ottos Ottifanten 2. Rasch und Röhring, Hamburg 1989, ISBN 3-89136-280-3.
- mit Gunter Baars: Ottos Ottifanten 3. Schau mir in die Augen, Kleines! Rasch und Röhring, Hamburg 1990, ISBN 3-89136-306-0.
- mit Gunter Baars: Larry. Total verrockt! Semmel, Kiel 1991, ISBN 3-89460-027-6.
- mit Gunter Baars: Ottos Ottifanten 4. Grizzlys vertragen nichts! Achterbahn, Kiel 1991, ISBN 3-89460-014-4.
- mit Gunter Baars: Ottos Ottifanten 5. Ich nehme Knorpel-Gratinée! Achterbahn, Kiel 1992, ISBN 3-89460-031-4.
- mit Gunter Baars: Ottos Ottifanten 6. Mr. Sexy und Mr. Cool! Achterbahn, Kiel 1992, ISBN 3-89460-072-1.
- mit Gunter Baars: Ottos Ottifanten 7. Beach Babys! Achterbahn, Kiel 1994, ISBN 3-928950-55-X.
- mit Gunter Baars: Ottos Ottifanten 8. Immer volle Hose! Achterbahn, Kiel 1995, ISBN 3-928950-67-3.
- mit Gunter Baars: Ottos Ottifanten 9. Geschenkt! Achterbahn, Kiel 1996, ISBN 3-928950-81-9.
- mit Gunter Baars: Ottos Ottifanten 10. Glückwunsch! Achterbahn, Kiel 1997, ISBN 3-928950-90-8.
- mit Gunter Baars: Ottos Ottifanten 11. Frisch gewischt! Achterbahn, Kiel 1998, ISBN 3-89719-036-2.
- mit Gunter Baars: Ottos Ottifanten 12. Fit for Future! Achterbahn, Kiel 1999, ISBN 3-89719-067-2.
- mit Gunter Baars: Ottos Ottifanten 13. Kauf oder stirb! Achterbahn, Kiel 2000, ISBN 3-89719-072-9.
- mit Gunter Baars: Ottos Ottifanten 14. Simsalabär! Achterbahn, Kiel 2001, ISBN 3-89719-177-6.
- mit Gunter Baars: Ottos Ottifanten 15. Wählt Honk! Achterbahn, Kiel 2002, ISBN 3-89719-178-4.
- mit Gunter Baars: Ottos Ottifanten 16. Bonzai! Achterbahn, Kiel 2003, ISBN 3-89982-211-0.
- Cartoons aus dem Playboy-Magazin. 2005–2008. Edition 52, Wuppertal 2008, ISBN 978-3-935229-66-1.